# Rembrandthuisje
Het Rembrandthuisje is een gebouw in Amsterdam-Centrum.
Het gebouwtje staat op het Rembrandtplein en dient tot transformatorhuisje van Liander. Het gebouw uit het begin van de 21e eeuw stond er wat grijs bij. Plaatselijk ondernemer en zelfbenoemd kunstenaar Peter Doeswijk vrolijkte in 2011 het huisje in samenwerking met de ondernemersvereniging Rembrandtplein, Liander en het Rembrandthuis op. De buitenwanden van het huisje werden opgesierd met weergaven van tekeningen dan wel etsen van Rembrandt van Rijn. 
Doeswijk werd ooit genoemd als opfleurburgemeester van Amsterdam-Centrum. Zo ontwierp hij fotocollages bij straatafzettingen en ontwierp afbeeldingen voor tijdelijke loopplankbruggetjes over nieuw gegraven kabelgoten aan de Vijzelgracht.